# Завітала
Завітала (пол. Zawitała) — село в Польщі, у гміні Новодвур Рицького повіту Люблінського воєводства.
Населення — 403 особи (2011).

## Демографія
Демографічна структура станом на 31 березня 2011 року:
|          | Загалом | Допрацездатний вік | Працездатний вік | Постпрацездатний вік |
| -------- | ------- | ------------------ | ---------------- | -------------------- |
| Чоловіки | 218     | 64                 | 139              | 15                   |
| Жінки    | 185     | 36                 | 105              | 44                   |
| Разом    | 403     | 100                | 244              | 59                   |